# Zebrina varnensis
Zebrina varnensis е вид охлюв от семейство Enidae. Видът не е застрашен от изчезване.

## Разпространение
Разпространен е в България и Румъния.